# Botswana ai Giochi della XXX Olimpiade
Il Botswana ha partecipato ai Giochi della XXX Olimpiade di Londra, che si sono svolti dal 27 luglio al 12 agosto 2012, con una delegazione di 4 atleti e vincendo la prima medaglia olimpica della propria storia grazie all'argento di Nijel Amos negli 800 metri piani. Non è invece riuscita a confermarsi la campionessa mondiale in carica dei 400 metri piani Amantle Montsho che ha chiuso al 4º posto a soli 3 centesimi dal bronzo.

## Medaglie
| Medaglia | Atleta     | Sport    | Evento |
| -------- | ---------- | -------- | ------ |
| Argento  | Nijel Amos | Atletica | 800 m  |

## Atletica leggera[1][2]
Gare maschili
| Atleta        | Gara  | Batterie | Batterie | Quarti | Quarti | Semifinali      | Semifinali      | Finale          | Finale          |
| Atleta        | Gara  | Tempo    | Pos.     | Tempo  | Pos.   | Tempo           | Pos.            | Tempo           | Pos.            |
| ------------- | ----- | -------- | -------- | ------ | ------ | --------------- | --------------- | --------------- | --------------- |
| Isaac Makwala | 400 m | 45.67    | 4°       | N.D.   | N.D.   | Non qualificato | Non qualificato | Non qualificato | Non qualificato |
| Nijel Amos    | 800 m | 1:45.90  | 1° Q     | N.D.   | N.D.   | 1:44.54         | 2° Q            | 1:41.73         |                 |

Gare femminili
| Atleta          | Gara  | Batterie | Batterie | Quarti | Quarti | Semifinali | Semifinali | Finale | Finale |
| Atleta          | Gara  | Tempo    | Pos.     | Tempo  | Pos.   | Tempo      | Pos.       | Tempo  | Pos.   |
| --------------- | ----- | -------- | -------- | ------ | ------ | ---------- | ---------- | ------ | ------ |
| Amantle Montsho | 400 m | 50.40    | 1° Q     | N.D.   | N.D.   | 50.15      | 1° Q       | 49.75  | 4°     |

## Pugilato[3]
Maschile
| Atleta      | Gara       | 32-esimi             | 16-esimi             | Quarti               | Semifinali           | Finale               | Finale          |
| Atleta      | Gara       | Avversario Risultato | Avversario Risultato | Avversario Risultato | Avversario Risultato | Avversario Risultato | Classifica      |
| ----------- | ---------- | -------------------- | -------------------- | -------------------- | -------------------- | -------------------- | --------------- |
| Oteng Oteng | Pesi mosca | Cintrón P 12–14      | Non qualificato      | Non qualificato      | Non qualificato      | Non qualificato      | Non qualificato |